# Białoruski Wolny Teatr
Białoruski Wolny Teatr (białorus. Беларускі свабодны тэатр, Biełaruski swabodny teatr) – undergroundowa grupa teatralna, która powstała w 2005 roku w Mińsku. Jej założycielami są małżonkowie Mikałaj Chalezin i Natalla Kalada. W skład zespołu teatralnego wchodzi 17 osób: założyciele, scenarzysta i reżyser teatralny Uładzimir Szczerban, dziesięciu aktorów, jeden dramaturg, dwóch asystentów technicznych i czterech administratorów. Spektakle ze względu na bezpieczeństwo odbywają się zazwyczaj potajemnie w ciągle zmienianych lokalizacjach. Swoją działalnością i tematyką wystawianych dzieł dramatycznych Białoruski Wolny Teatr wyraża sprzeciw wobec sytuacji politycznej i panującej cenzurze na Białorusi.
Występy aktorów Białoruskiego Wolnego Teatru odbywają się także poza granicami Białorusi. Zespół brał udział w festiwalach międzynarodowych w Paryżu, Nowym Jorku, Sztokholmie, Nancy, Londynie, Moskwie, Hongkongu i Rotterdamie.

## Spektakle
- 2005: Psychoza 4.48 (Псыхоз 4.48)
- 2005: My. Autoidentyfikacja (Мы. Самаідэнтыфікацыя)
- 2006: Technika oddychania w bezwietrznych przestworzach (Тэхніка дыханьня ў беспаветранай прасторы)
- 2006: Bellywood (Белівуд)
- 2006: Być jak Harold Pinter (Быць Гаральдам Пінтэрам)
- 2007: Pokolenie Jeans (Пакаленьне Jeans)
- 2008: Dostrzegając miłość (Спасцігаючы каханьне)
- 2010: Cyfry (Лічбы)

## Nagrody
- 2007: wyróżnienie podczas wręczenia Europejskiej Nagrody Teatralnej[1]
- 2007: French Republic Award[2]
- 2011: OBIE Award[3]
- 2011: główna nagroda na Festiwalu Teatralnym w Edynburgu Fringe 2011[4]